# Джеймс Глейшер
Джеймс Глейшер (англ. James Glaisher; 1809—1903) — англійський метеоролог і аеронавт.

## Біографія
Джеймс Глейшер народився 7 квітня 1809 року в місті Лондоні.

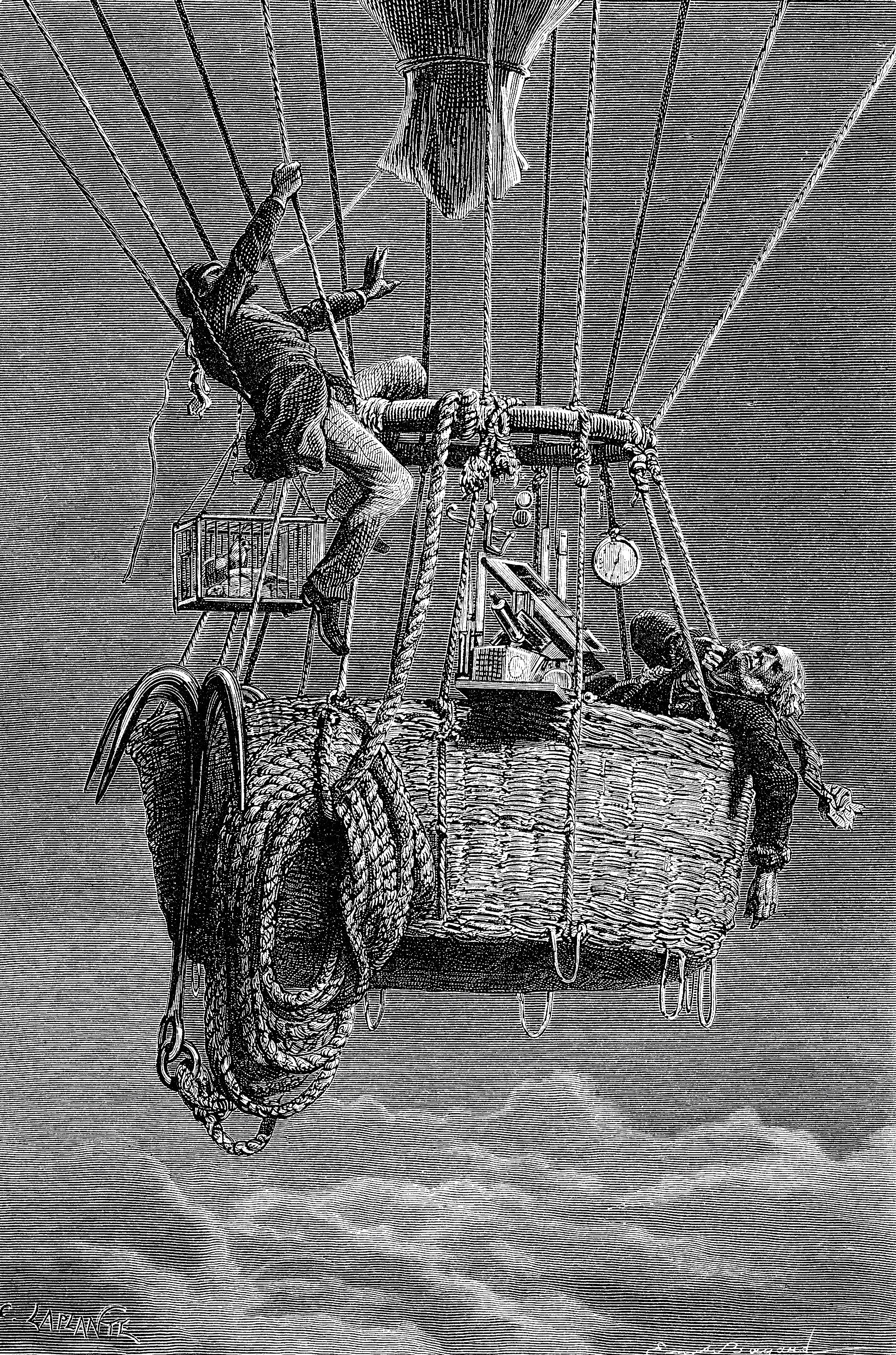
Політ Глейшера і Коксвела
(5 вересня 1862 року)

Довгий час був помічником директора у Грінвіцькій обсерваторії і завідував метеорологічними й магнітними спостереженнями.
Організував мережу спостережень англійського метеорологічного товариства (R. Meteor. Soc.), які довго друкувалися під його керівництвом під назвою «Quarterly Report on the Meteorology of England». Брав активну участь у будуванні густої метеорологічної мережі в Англії і Уельсі (більше 2500 станцій). Склав таблиці (Hygrometrical tables), які представляють науковий інтерес і в даний час.
Головна заслуга Джеймса Глейшера — численні спостереження на повітряних кулях та обробка їх результатів; сучасники були зобов'язані йому значною часткою знань того часу про верхні шари атмосфери.
5 вересня 1862 року, під час чергового підйому на повітряній кулі, Глейшер, ймовірно, досяг висоти приблизно 9 тисяч метрів над рівнем моря, тобто висоти набагато більшою, ніж будь-хто досягав до нього. Він втратив свідомість і був врятований своїм супутником Генрі Трейсі Коксвелом, який вчасно відкрив клапан. Коли Глейшер прокинувся, барометр показував трохи нижче 250 мм, а на термометрі було 12,4 градуса.
Пізніше Джеймс Глейшер зайнявся докладним дослідженням температури і вологості повітря до висоти 1000 футів за допомогою прив'язаної повітряної кулі (див. «Reports of British Association», 1869 рік).
Численні праці Глейшера, крім вищезазначених, були надруковані в «Philosophical Transactions» Royal Society, «Quarterly journal» R. Meteor. Soc., «Philosophical Magazine», «Reports of British Association» і т. Д.
Джеймс Глейшер помер 7 лютого 1903 року в Кройдоні.
Іменем вченого був названий ударний кратер на видимій стороні Місяця.
Син Джеймса Глейшер — Джеймс Уітбред Лі Глейшер (1848—1928) — був відомим математиком і астрономом.

## Пам'ять

### В кінематографі
5 грудня 2019 року в прокат вийшов фільм Тома Харпера «Аеронавти» про легендарний політ Глейшера на повітряній кулі, що відбувся 5 вересня 1862 року. Фільм заснований на реальних подіях. Роль Глейшера виконав актор Едді Редмейн, а його партнеркою по картині стала Фелісіті Джонс.